# Iron Horse (gruppo musicale)
Gli Iron Horse sono un gruppo musicale Bluegrass statunitense originario di Killen, in Alabama. Sono noti per aver prodotto una serie di cover di brani rock, e in particolare per le loro versioni bluegrass di canzoni rese famose dai Metallica.
Il gruppo ha inciso due tracce sull'album-tributo Strummin' With The Devil: The Southern Side of Van Halen di David Lee Roth. Recentemente hanno lavorato a materiale originale, e nell'ottobre del 2009 hanno pubblicato un progetto completamente originale, intitolato Small Town Christmas.

## Formazione
- Vance Henry - voce, chitarra
- Anthony Richardson - banjo, voce (baritono e basso)
- Ricky Rogers - basso, voce
- Tony Robertson - mandolino, voce

## Discografia

### Album Tributo
- 2003 – Fade to Bluegrass: The Bluegrass Tribute to Metallica
- 2004 – Black and Bluegrass: A Tribute to Ozzy Osbourne and Black Sabbath
- 2004 – Pickin' on Modest Mouse
- 2005 – Whole Lotta Bluegrass: A Bluegrass Tribute to Led Zeppelin
- 2006 – Fade to Bluegrass: The Bluegrass Tribute to Metallica, Vol. 2
- 2006 – Life, Birth, Blue, Grass: A Bluegrass Tribute to Black Label Society
- 2006 – Strummin' With The Devil: The Southern Side of Van Halen (two tracks on a multi-artist compilation)Fade to Bluegrass: The Bluegrass Tribute to Metallica
- 2007 – The Bluegrass Tribute to The Shins
- 2007 – Take Me Home: The Bluegrass Tribute to Guns N' Roses
- 2007 – The Bluegrass Tribute to Classic Rock (featuring 7 songs by Iron Horse and 7 songs by Corn Bread Red)
- 2007 – The Bluegrass Tribute to Modest Mouse: Something You've Never Heard Before
- 2007 – The Gospel According to Hank Williams
- 2009 – A Boy Named Blue: A Bluegrass Tribute to Goo Goo Dolls
- 2010 – The Bluegrass Tribute to Kings of Leon
- 2010 – '"The Bluegrass Tribute to Kanye West's Heartless" (single)
- 2017 – Pickin' On Nirvana

### Materiale Originale
- 2001 – Ridin' Out The Storm
- 2005 – New Tracks
- 2009 – Small Town Christmas (New, all original Christmas songs)
- 2010 – "Reba McEntire" (Single)
- 2011 – Horse & Pen